# Konosza
Konosza (ros. Коноша) – osiedle typu miejskiego w północnej Rosji, na terenie obwodu archangielskiego, w północno-wschodniej Europie.
Osada leży w rejonie konoskim i jest jego ośrodkiem administracyjnym.
Miejscowość liczy 12 471 mieszkańców (1 stycznia 2005 r.).